# Światowa Rada Związków Kredytowych
Światowa Rada Związków Kredytowych (The World Council of Credit Unions, Inc., w skrócie: WOCCU) – międzynarodowa organizacja z główną siedzibą w Madison (Wisconsin, USA) zrzeszająca związki spółdzielni oszczędnościowo-kredytowych różnych regionów świata i poszczególnych krajów.

## Organizacja
Zajmuje ona najwyższy szczebel w światowym systemie spółdzielczości oszczędnościowo-kredytowej. Członkami WOCCU są regionalne i krajowe związki – spółdzielnie osób prawnych, zrzeszające spółdzielnie oszczędnościowo-kredytowe na całym świecie. Według danych z 2011 roku związki (spółdzielnie) krajowe należące do WOCCU zrzeszały ogółem w skali świata – ponad 51 000 spółdzielni oszczędnościowo-kredytowych podstawowego szczebla. Według tychże danych, należało do nich ok. 196 milionów członków (osób fizycznych) w 100 krajach świata, wśród których znajduje się także polski system kas oszczędnościowo-kredytowych. Przewodniczącym Światowej Rady jest Polak Grzegorz Bierecki.

## Historia
WOCCU została założona w dniu 1 stycznia 1971 r. jako światowa organizacja zrzeszająca regionalne i krajowe związki (spółdzielnie osób prawnych), nadzorujące spółdzielnie oszczędnościowo-kredytowe poszczególnych regionów i krajów. Organizacja ta – chociaż powstała w II połowie XX stulecia z siedzibą w Stanach Zjednoczonych – nawiązuje do europejskiej XIX-wiecznej tradycji spółdzielczego ruchu oszczędnościowo-kredytowego, który narodził się w Niemczech (jego pionierami byli: Hermann Schulze-Delitzsch, 1852 i Friedrich Wilhelm Raiffeisen, 1864), a następnie rozszerzył się na inne kraje europejskie, m.in. Austrię, Włochy, Francję, Holandię, Anglię, Polskę (Franciszek Stefczyk, 1890) i dopiero na przełomie XIX i XX w. – na kontynent północnoamerykański. Tendencje integracyjne tego ruchu zostały jednak zainicjowane nie w Europie, lecz w Stanach Zjednoczonych. Ich początek – to utworzenie w 1934 roku Krajowego Stowarzyszenia Związków Kredytowych na obszarze Stanów Zjednoczonych (Credit Union National Association – CUNA). Decydująca faza integracji ruchu spółdzielczości oszczędnościowo kredytowej – tym razem w skali międzynarodowej – rozpoczęła się jednak dopiero 20 lat później, kiedy to ówczesny prezes CUNA Roy Bergengren – zwrócił się do delegatów z pomysłem uruchomienia programu pomocy dla związków działających za granicą. Pomysł ten został przyjęty i w rezultacie w CUNA powstał wydział do spraw rozszerzenia działalności w skali świata, o szeroko zakreślonym programie społecznym i ekonomicznym, którego głównym celem było zwalczanie lichwy, jako jednego z największych nadużyć XX stulecia w krajach rozwijających się (1950). Celowi temu miało służyć zacieśnianie więzi społecznościowych w międzynarodowym ruchu spółdzielczości oszczędnościowo-kredytowej, także z udziałem instytucji prywatnych i rządowych. W dłuższej perspektywie celem nowo utworzonego wydziału było promowanie szeroko pojętego programu kreowania nowoczesnej gospodarki w krajach słabiej rozwiniętych. Rozszerzeniu ruchu spółdzielczości oszczędnościowo-kredytowej w światowej skali sprzyjało wprowadzenie w Stanach Zjednoczonych ustawodawstwa dotyczącego pomocy zagranicznej. Amerykańskie wsparcie dla światowego ruchu spółdzielczości oszczędnościowo-kredytowej odbywało się odtąd za pośrednictwem utworzonej w 1961 roku przez prezydenta John F. Kennedy’ego Agencji Rozwoju Międzynarodowego United States Agency for International Development (USAID). Dzięki temu wsparciu, w latach sześćdziesiątych XX stulecia, następowała stopniowa ekspansja ruchu spółdzielczości oszczędnościowo-kredytowej na obszar całego świata. Proces ten został uwieńczony pod koniec 1971 roku utworzeniem Światowej Rady Związków Kredytowych (World Council of Credit Unions – WOCCU), która została zarejestrowana w Madison w stanie Wisconsin 10 listopada 1970 roku i podjęła działalność 1 stycznia 1971.

## Kierownictwo
Organami zarządzającymi WOCCU są:
- Rada Dyrektorów (Board of Directors) złożona z 9 do 15 członków z prawem głosu, wybranych przez zgromadzenie delegatów reprezentujących poszczególne kraje członkowskie WOCCU. Kadencja każdego z dyrektorów trwa 2 lata. Kierownictwo Rady sprawują: przewodniczący, pierwszy vice-przewodniczący, drugi vice-przewodniczący, sekretarz i skarbnik. (Warto zwrócić uwagę, że od 2000 roku pierwszym wiceprzewodniczącym WOCCU był przedstawiciel polskiego ruchu spółdzielni oszczędnościowo-kredytowych Grzegorz Bierecki[7]), który 15 lipca 2013 r. jednogłośnie został wybrany na stanowisko przewodniczącego Światowej Rady[3].
- Prezes – Naczelny Dyrektor – President & Chief Executive Officer – CEO. (Funkcję tę piastuje od 2011 roku Brian Branch[8].)
- Przedstawiciele organizacji członkowskich delegowani na coroczne Walne Zgromadzenia. Liczba delegatów każdej z organizacji członkowskich zależy od liczby zrzeszonych w niej związków kredytowych (spółdzielni)[9].

## Rozwój ruchu związków kredytowych w skali świata
Rozwój liczebny światowego ruchu spółdzielni oszczędnościowo-kredytowych w latach 2003–2011 ukazuje tabela:
Zestawienie liczby krajów, spółdzielni i członków
| Lata | Kraje | Spółdzielnie | Członkowie  |
| ---- | ----- | ------------ | ----------- |
| 2003 | 84    | 40 457       | 123 497 445 |
| 2004 | 82    | 41 042       | 128 338 297 |
| 2005 | 92    | 42 705       | 157 103 072 |
| 2006 | 96    | 46 367       | 172 007 510 |
| 2007 | 96    | 49 134       | 177 383 728 |
| 2008 | 97    | 53 689       | 185 800 237 |
| 2009 | 97    | 49 330       | 183 916 050 |
| 2010 | 100   | 52 945       | 187 986 967 |
| 2011 | 100   | 51 013       | 196 498 738 |
| 2012 | 101   | 55 952       | 200 243 841 |
| 2013 | 103   | 56 904       | 207 935 920 |
| 2014 | 105   | 57 480       | 217 373 324 |

Źródło – zob.: „Statistical Report, World Council of Credit Unions, Inc.”
Wartość zgromadzonych oszczędności, udzielonych pożyczek, zgromadzonych rezerw i aktywów spółdzielni oszczędnościowo-kredytowych w latach 2003–2011 w skali świata obrazuje tabela:
Zestawienie finansowe związków kredytowych w skali świata
| Lata | Oszczędności (USD) | Pożyczki (USD)    | Rezerwy (USD)   | Aktywa (USD)      |
| ---- | ------------------ | ----------------- | --------------- | ----------------- |
| 2003 | 656 370 220 745    | 482 574 187 446   | 74 674 165 182  | 758 478 695 455   |
| 2004 | 707 438 184 755    | 531 418 500 904   | 82 926 748 099  | 824 653 392 302   |
| 2005 | 763 819 930 158    | 612 201 609 601   | 91 557 493 495  | 894 454 835 782   |
| 2006 | 904 120 858 300    | 758 208 659 672   | 106 825 743 418 | 1 092 135 905 636 |
| 2007 | 987 861 248 618    | 847 896 069 374   | 115 358 461 836 | 1 181 465 915 014 |
| 2008 | 995 741 235 545    | 847 058 749 226   | 115 316 544 867 | 1 193 811 863 722 |
| 2009 | 1 145 851 168 440  | 911 752 609 007   | 119 738 181 488 | 1 352 608 897 477 |
| 2010 | 1 229 389 373 992  | 960 089 324 653   | 131 659 476 972 | 1 459 605 561 772 |
| 2011 | 1 221 635 067 920  | 1 016 243 687 593 | 141 314 921 922 | 1 563 529 230 923 |
| 2012 | 1 293 256 192 197  | 1 083 818 986 318 | 161 810 294 796 | 1 693 949 441 327 |
| 2013 | 1 433 306 753 702  | 1 135 173 182 582 | 171 626 687 474 | 1 732 945 830 628 |
| 2014 | 1 470 863 017 622  | 1 202 039 908 250 | 181 447 651 073 | 1 792 935 093 480 |

Źródło – zob.: „Statistical Report, World Council of Credit Unions, Inc.”, op.cit.

## Główne kierunki działania
WOCCU wspiera rozwój związków kredytowych i innych spółdzielni finansowych na całym świecie dzięki współpracy ze związkami kredytowymi na szczeblach regionalnym i krajowym. WOCCU podnosi świadomość związków członkowskich, ułatwiając wymianę informacji i poglądów na temat spółdzielni oszczędnościowo-kredytowych. Reprezentuje ruch spółdzielczości oszczędnościowo-kredytowej wobec organów ustawodawczych poszczególnych krajów w celu kształtowania środowiska instytucjonalno-prawnego sprzyjającego rozwojowi tego ruchu.
Działalność WOCCU skupia się w szczególności na następujących zadaniach:
- rozwój instytucjonalny i samowystarczalność ruchu spółdzielczości oszczędnościowo-kredytowej,
- promowanie podejścia rynkowego w gospodarowaniu oszczędnościami,
- upowszechnianie i demokratyzacja uczestnictwa w dostępie do usług finansowych,
- dostosowanie usług kredytowych do potrzeb członków,
- podnoszenie bezpieczeństwa i efektywności obrotu poprzez racjonalizację i usprawnianie systemów zarządzania,
- pomoc w opracowywaniu regulacji prawnych sprzyjających rozwojowi spółdzielni,
- międzynarodowa wymiana między spółdzielczością różnych krajów i regionów na zasadach partnerstwa,
- promowanie dostępu mikroprzedsiębiorstw do usług kredytowych i oszczędnościowych,
- popieranie udziału kobiet w ruchu spółdzielczości oszczędnościowo-kredytowej[11].

WOCCU angażuje się aktualnie w realizację międzynarodowych programów w szczególności w następujących krajach:
- Afganistan,
- Kolumbia,
- Gwatemala,
- Haiti,
- Meksyk,
- Sri Lanka,
- Tanzania.

## Międzynarodowy Dzień Unii Kredytowych
Międzynarodowy Dzień Unii Kredytowych jest obchodzony przez Światową Radę Związków Kredytowych od 1948 roku w trzeci czwartek października. Służy on promowaniu osiągnięć i pogłębianiu refleksji nad historią ruchu spółdzielczości oszczędnościowo-kredytowej.